# Shopping Grande Rio
Shopping Grande Rio é um shopping center de São João de Meriti, Rio de Janeiro, inaugurado em 8 de novembro de 1995, sendo o maior shopping de sua cidade, e considerado um dos maiores centros de compras da Baixada Fluminense. Foi inaugurado em 8 de novembro de 1995 e era administrado pela Aliansce Shopping Centers. Possui um variado mix de lojas, entre elas C&A, Marisa, Lojas Americanas, Casas Bahia, Casa Show, Cacau Show, etc. No final de 2010, chegou a receber um público de 200 mil pessoas durante um único final de semana.

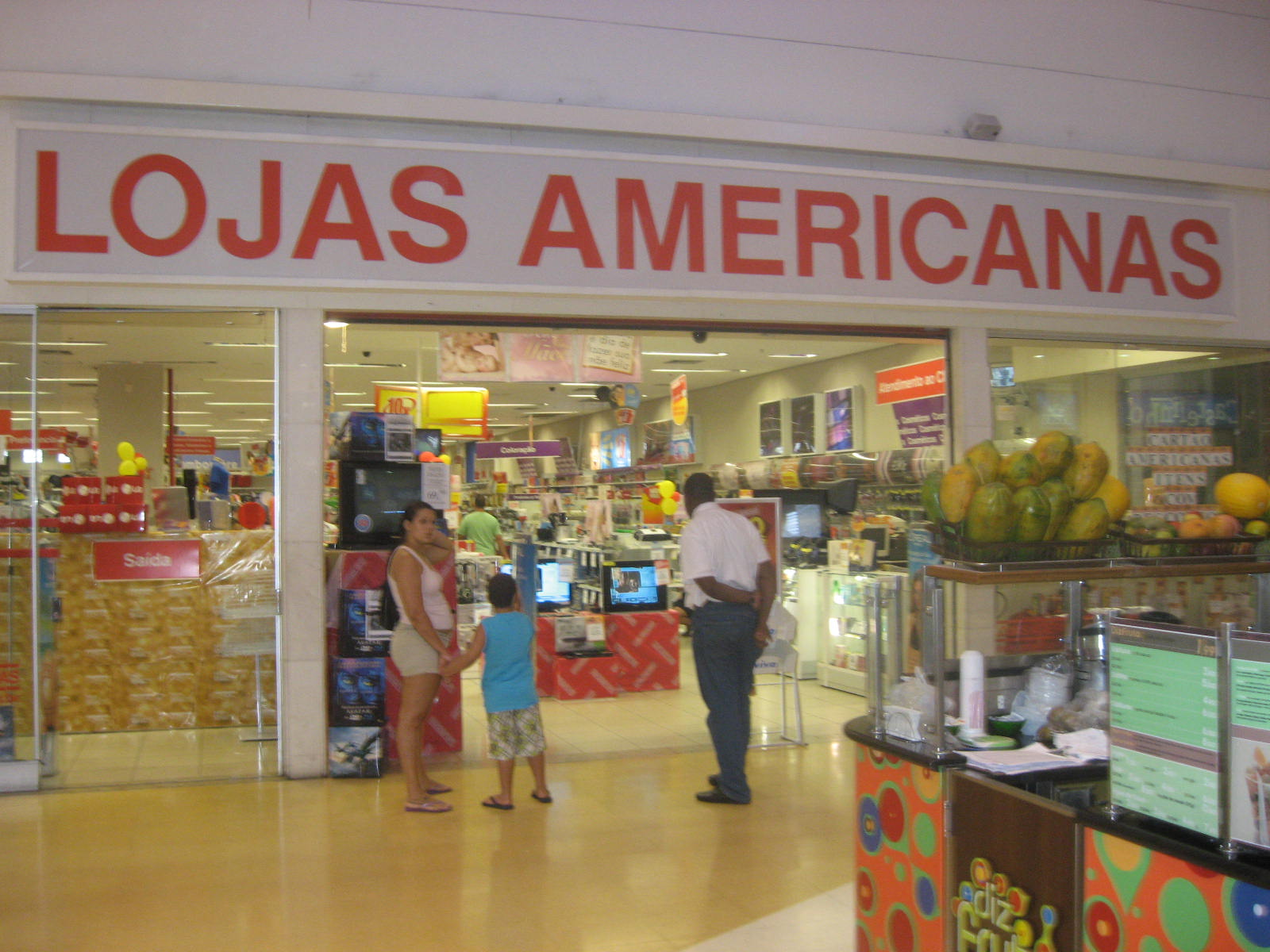
Lojas Americanas no Shopping Grande Rio.

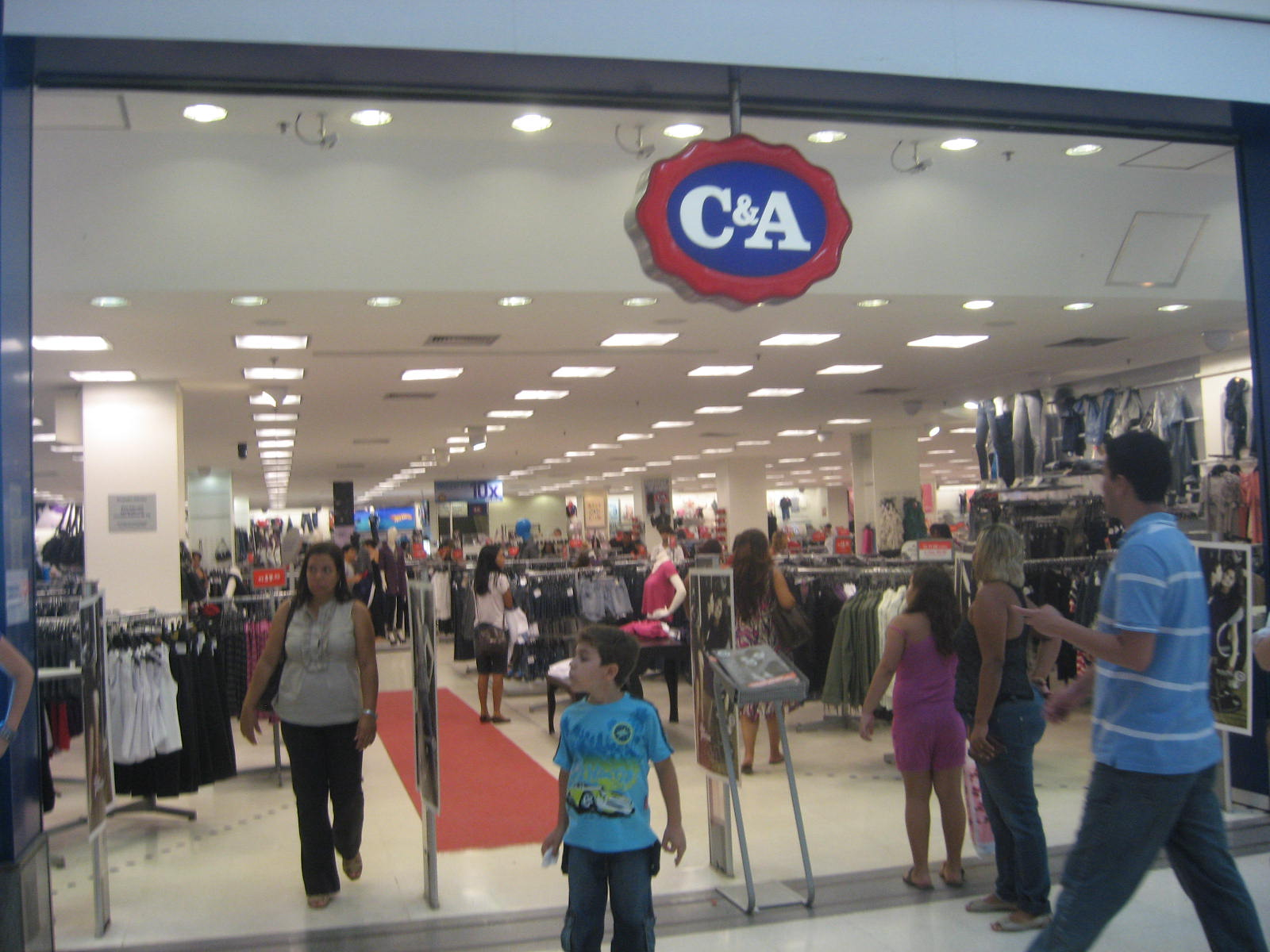
C&A no Shopping Grande Rio.

## História
Em 1981, no local onde atualmente está o Shopping Grande Rio, teve início a construção do Shopping Sendas, ancorado por um atacado do grupo. Posteriormente, o empreendimento foi demolido, dando lugar ao Shopping Grande Rio.
Em sua inauguração, o Shopping Grande Rio apresentou 210 lojas, entre elas Leader Magazine, Marisa, Hipermercado Bon Marché (posteriormente, Extra Hipermercado), Centauro, etc. No ano de 2013, foi inaugurada a expansão do Shopping, onde, além de um deck parking com 500 vagas de estacionamento, Rio Poupa Tempo, Kalunga e Beleza Natural, apresentou duas novas âncoras (C&A e Lojas Americanas), ampliou a área da Leader (Antes 1 100 m², agora com 1 900 m²), e também apresentou a Casa & Video, e um espaço gourmet com 5 operações entre elas Pizza Point, Chopp da Brahma, Boteco do Manolo, etc.
Atualmente existem mais de 250 lojas e estacionamento com quase 2 300 vagas.